# Marianne Hagberg
Hilda Britten Marianne Hagberg, född 21 januari 1921 i Hässleholm, död 3 maj 1986 i Hässleholm, var en svensk skulptör.
Hagberg studerade skulptur i Malmö. Hennes konst består av porträttbyster samt mindre skulpturer. Hon är begravd på Hässleholms Östra begravningsplats.